# 竜星戦 (中国)
竜星戦（りゅうせいせん、龙星战）は、2006年に創設された中国の囲碁の棋戦（テレビ早碁棋戦）である。日本の竜星戦と同じく囲碁・将棋チャンネルが共催。3-5期は河北中烟工業有限公司が協賛に加わり、棋戦名称に「ダイアモンド杯」（钻石杯）の冠が付いた。
SiTV（上海文広互動電視、上海文广互动电视）にて放送される。2012年からは、囲碁・将棋チャンネル（隔週月曜日18:00放送）、及び貴州衛視天元囲棋頻道「天元囲碁チャンネル」で放送。
- 主催 中国囲棋協会。
- 共催 囲碁・将棋チャンネル、(3期-)貴州衛視天元囲棋頻道
- 協賛 (3-5期)河北中烟工業有限公司
- 優勝賞金 (1-2期)8万元、(3-6期)12万元（準優勝5万元）、(6期)10万元、(8期-)20万元 [1][2]

2014年からは、日本と中国の竜星位による日中早碁決戦「日中竜星戦」、2019年からは韓国竜星位を加えた「日中韓竜星戦」が開催されている。

## 大会方式
- 本戦は出場選手は、第1期は99名、第2期は105名、第3期は64名。
- 方式
  - 第1期は、出場選手によるトーナメント戦を行う。上位8名によるトーナメントは敗者復活式。決勝戦は一番勝負。
  - 第2-7期は、出場選手によるトーナメント戦を行う。決勝戦は三番勝負。
  - 第8期は、本戦ブロックの最終勝ち残り者と最多連勝者の2名が参加するパラマス式トーナメントを行い、勝抜者4名による決勝トーナメントを行う。決勝戦は三番勝負。
  - 第9期は、段位と棋士ランキングごとの本戦ブロックの最終勝ち残り者と最多連勝者の2名が参加するパラマス式トーナメントを行い、勝抜者2名による決勝戦三番勝負を行う。
- コミは、7目半
- 持時間は、1手30秒未満着手。ただし1分単位で合計10回の考慮時間あり。

## 決勝戦一覧
| 期 | 開催年 | 優勝   | スコア | 準優勝 |
| -- | ------ | ------ | ------ | ------ |
| 1  | 2007年 | 古力   | 1-0    | 孔傑   |
| 2  | 2010年 | 古霊益 | 2-1    | 王檄   |
| 3  | 2011年 | 李喆   | 2-0    | 王昊洋 |
| 4  | 2012年 | 毛睿竜 | 2-0    | 柁嘉熹 |
| 5  | 2014年 | 古力   | 2-1    | 李喆   |
| 6  | 2015年 | 柁嘉熹 | 2-1    | 檀嘯   |
| 7  | 2016年 | 羋昱廷 | 2-0    | 陳耀燁 |
| 8  | 2017年 | 柯潔   | 2-0    | 李欽誠 |
| 9  | 2018年 | 柯潔   | 2-1    | 連笑   |
| 10 | 2019年 | 江維傑 | 2-1    | 許嘉陽 |
| 11 | 2020年 | 柯潔   | 2-1    | 連笑   |
| 12 | 2021年 | 辜梓豪 | 2-1    | 羋昱廷 |
| 13 | 2023年 | 李維清 | 2-1    | 丁浩   |